# Tobias Kongstad
Tobias Mørch Kongstad (født 14. september 1996 i København) er en dansk cykelrytter, som kører for Pas Racing Gravel Team.

## Meritter
2018
5. plads, Scandinavian Race Uppsala
10. plads, Gylne Gutuer